# Nicolas Japikse
Nicolas Japikse, född 29 november 1872, död 13 mars 1944, var en nederländsk historiker.
Nicolas Japikse var chef för de kungliga arkiven. Hans historiska författarskap koncentrerades till Nederländernas historia under 1600-talet och under nyare tid. Huvudarbetet med ämne från 1600-talet var Prins Willem III (2 band, 1930–1933). Inom den moderna historien har Japikse behandlat Bismarcks politik och Nederländernas ställning under första världskriget. Han var även flitigt verksam som urkundsutgivare.